# Tucker XP-57 Peashooter
Le Tucker XP-57 était la désignation d'un projet de chasseur allégé, de petit gabarit et hautement manœuvrable qui fut proposé à l'United States Army Air Corps (USAAC) en 1940. Surnommé "Peashooter", le prototype fut conçu par la Tucker Aviation Corporation de Preston Tucker, qui sera connu plus tard pour sa fameuse voiture Tucker '48.

## Conception
Afin de minimiser le poids de l'appareil, la structure était constituée de tubes d'acier recouverts de plaques d'aluminium avec des ailes en contreplaqué. Le moteur en ligne de 8 cylindres, conçu par Harry Miller à partir du moteur de course Indy 500, était placé derrière le pilote comme sur le P-39 Airacobra.
L'USAAC commanda un seul prototype de XP-57. Cependant, la construction du prototype prit du retard à cause de problème financiers de la compagnie, et de ce fait le contrat fut annulé. Aucun appareil fut construit car l'USAAC préféra se concentrer sur des projets de chasseurs plus imposants et perdit intérêt dans ce concept.

### Avions similaires
- Bell XP-77
- Caudron C.714
- Douglas XP-48
- Miles M.20